# 山崎ゆり
山崎 ゆり（やまざき ゆり、1976年10月18日 - ）は、東京都杉並区出身の元女優。上智大学卒業。

## 出演

### テレビドラマ
- TOKYO二十三の女 第15話（1996年、CX）
- 続・星の金貨 第1～3・5・10～12話（1996年、NTV）
- 彼女たちの結婚 第8話（1997年、CX）
- 星の金貨-完結編スペシャル（1997年4月2日、NTV）
- デッサン（1997年、NTV）
- Dの遺伝子 第19話（1997年、CX）
- 運命の恋人（1997年、ANB）
- 太陽がいっぱい（1998年、KTV）
- WITH LOVE（1998年、CX）
- デンドラ・ワンシーン 第2話「第3週 パン屋編」（1998年、TX）

### オリジナルビデオ
- ウルトラマンティガ外伝　古代に蘇る巨人（2001年）マドカ・ヒカリ/マホロバ（二役）役

| スタブアイコン | サブスタブ | この項目は、まだ閲覧者の調べものの参照としては役立たない、俳優（男優・女優）に関連した書きかけの項目です。この項目を加筆・訂正などしてくださる協力者を求めています（P:映画/PJ芸能人）。 |